# Rhantus bohlei
Rhantus bohlei là một loài bọ cánh cứng trong họ Bọ nước. Loài này được Balke, Roughley, Sondermann & Spangler miêu tả khoa học năm 2002.